# Quoridor
Quoridor je moderní abstraktní desková hra, jejímž autorem je Mirko Marchesi. Hra vyšla poprvé v roce 1997 a v současné době ji vydává francouzská firma Gigamic.
Hra obsahuje hrací plán 9×9 polí, 4 figurky a 20 zátarasů. Cílem je dovést svoji figurku ze středního pole krajní řady na libovolné pole strany protilehlé. Není to tak jednoduché, jak by se na první pohled mohlo zdát, neboť hráč může namísto pohybu figurkou umístit na hrací plán zátaras. Zátarasy je potřeba obcházet, a jak zátarasy přibývají, mění se i zprvu jednoduchá deska v spletitou síť chodeb. Hráč, který si z nich vybere tu nejkratší, zvítězí.
Hra je vyráběná ze dřeva v několika provedeních:
- Classic – strana desky 28 cm
- Travel – 18 cm
- deLuxe – 67 cm

Hra byla vyráběna i v plastovém provedení.
V roce 2004 navíc vyšla hra v dětském provedení (Kid) se zmenšenou hrací deskou 7×7 polí, kde jsou klasické figurky nahrazeny myškami.